# Гидроксипролин
Гидроксипролин (оксипролин, 4-гидроксипирролидин-α-карбоновая кислота) — нестандартная аминокислота, отличающаяся от пролина наличием гидроксильной группы у одного из атомов углерода.

## Функции и особенности синтеза
Гидроксипролин входит в состав белка коллагена, входящего в соединительную ткань, а также в желатин. Синтезируется из пролина. Для синтеза необходим молекулярный кислород, а также витамин C.
4-Гидроксипролин содержится в моче. Среднесуточное выделение для здорового человека составляет 226±62 мкмоль.